# 스탠리 투치
스탠리 투치(영어: Stanley Tucci Jr., 1960년 11월 11일 ~ )는 미국의 배우이자 영화 각본가, 제작자, 감독이다. 그는 《러블리 본즈》에서의 연기로 아카데미 남우조연상 후보에 한번 오른적이 있고, 《윈첼》에서의 연기로 에미상을 수상하였다. 그는 또한 《The One And Only Shrek》로 그래미상에서 아이들에게 최고의 낭독 앨범상 후보에 오른적도 있다.

## 어린 시절
투치는 비서이자 작가 조앤(결혼 이전 성-트로피아노, Tropiano)과 뉴욕주 차파콰에 있는 호러스 그릴리 고등학교의 미술 선생인 스탠리 투치 시니어 사이에서 뉴욕주 픽스킬에서 태어났고 그 근처인 카토나에서 자랐다. 그의 부모님들, 두 명 모두 칼라브리아를 뿌리를 둔 이탈리아계이다. 그는 세 남매중에 장남이며, 그의 여동생은 여배우인 크리스틴 투치이다. 각본가 조셉 트로피아노는 친척중 한명이다. 1970년대 초 동안에, 그의 가족들은 피렌체에서 1년간을 살았다. 그는 존 제이 고등학교에 다녔고,  그 후에 뉴욕주립대 퍼체이스 컬리지에 진학하여 연기를 전공하였고 1982년에 졸업하였다.

## 참여 작품

### 영화
- 러브 인 맨하탄 - 제리 시겔 역
- 코어 -콘래드 짐스키 박사 역
- 머지 보이
- 베토벤 - 버논 역
- 아메리칸 스윗하트-킹먼 역
- 럭키 넘버 슬레븐 - 브리코스키
- 악마는 프라다를 입는다-니겔 역
- 혹스: 욕망의 법칙 - 쉘턴 피셔 역
- 엣지 오브 아웃사이드 - 본인
- 사랑은 음악처럼 - 래리 역
- 스페이스 침스
- 작은 영웅 데스페로 - 볼도 역 (목소리)
- 줄리 & 줄리아 - 폴 차일드 역
- 잭 더 자이언트 킬러-로더릭 역
- 한 여름 밤의 꿈 - 퍼크(로빈) 역
- 트랜스포머: 사라진 시대- 조슈아 역
- 블루밍 러브 - 필립
- 터미널 - 딕슨
- 와일드 카드 - 베이비
- 나이트 헌터 - 하퍼
- 쇼 독스
- 프라이빗 워 - 토니 쇼
- 사일런스 - 휴 앤드류스 역
- 워스 - 찰스 울프 역
- 킹스맨: 퍼스트 에이전트 - 루덴도르르프 역
- 마녀를 잡아라 - 스트링어 역
- 졸트 - 먼친 역
- 헝거게임 시리즈
- 콘클라베 - 벨리니 추기경 역
- 일렉트릭 스테이트 - 에단 스케이트 역

### 드라마
- 퓨어 시즌 1 -잭 위너 역